# Ove Grahn
Jan-Olof „Ove” Grahn (ur. 9 maja 1943 w Norra Fågelås, zm. 11 lipca 2007 w Alingsås) – szwedzki piłkarz grający na pozycji napastnika.
Od 1962 do 1963 zawodnik IF Elfsborg, później Grasshoppers Zürich przez ponad 10 lat i Lausanne Sports. Karierę kończył w Örgryte IS. Grahn był reprezentantem Szwecji m.in. na Mistrzostwach Świata 1970 i 1974 (strzelił zwycięskiego gola w meczu z Urugwajem).